# Torrent de Fontpudia
El Torrent de Fontpudia  o Torrent de Fontpúdia és un afluent per la dreta de l'Aigua d'Ora que neix al terme municipal de Guixers (Solsonès) i en el qual realitza pràcticament tot el seu recorregut (tan sols els darrers 32 m. els fa al terme terme municipal de Castellar del Riu)(Berguedà).

## Descripció
Neix a 1.120 metres d'altitud al vessant SE de la Serra de Maçaners, en territori del poble de Sisquer. D'orientació predominant E-W, travessa el camí de Sisquer i desguassa a l'Aigua de Llinars a 890 metres d'altitud i a poc menys d'un km abans que aquesta arribi al Pont de Ca n'Espingard.

## Municipis que travessa
|                                                  | Longitud (en m.) | % del recorregut |
| ------------------------------------------------ | ---------------- | ---------------- |
| Per l'interior del municipi de Guixers           | 1.286            | 97,58%           |
| Per l'interior del municipi de Castellar del Riu | 32               | 2,42%            |

## Xarxa hidrogràfica
No té cap afluent.

## Perfil del seu curs
| metres de curs  | 0     | 250   | 500   | 750  | 1.000 | 1.318 |
| --------------- | ----- | ----- | ----- | ---- | ----- | ----- |
| Altitud (en m.) | 1.120 | 1.082 | 1.033 | 983  | 935   | 890   |
| % de pendent    | -     | 15,2  | 19,6  | 20,0 | 19,2  | 14,2  |